# 艾澌克
艾澌克企業股份有限公司（英語：ISCO Company）是一間位於台灣新北市的寵物食品公司，主要業務委製及進口犬貓用食品、零食及營養用品，亦有出品賽鴿用食品及營養品。

## 主要產品
- 耐吉斯寵物食品(Holistic Recipe Solution)：美加進口犬貓乾糧，中高價位產品，主要訴求為天然、不含大豆玉米小麥等易致寵物過敏成份。分為一般系列與無穀系列。
- 優格寵物食品(Toma-Pro)：美加進口犬貓乾糧，中低價位產品。主要訴求為狗狗全系列添加，茄紅素、鮭魚、內含益生菌、omega3脂肪酸等優質成份。
- 燒肉工房：泰國進口狗肉乾零食，具有一定消費者知名度。
- 活力沛寵物食譜：低價位國產犬貓乾糧，含有7種天然蔬果。
- 元氣便當
- 喵樂

## 爭議事件

### 該公司歷年產品問題
- 2013年該公司委託美國鑽石 ( Diamond Petfood) 工廠製造之「耐吉斯室內貓化毛配方」食譜等耐吉斯多項貓食產品，因不明原因造成產品內含維生素B1缺乏等等缺失，造成台灣地區多達上百隻家貓患病或死亡

## 外部連結
- 艾澌克寵物食品官方網站 （页面存档备份，存于）
- 耐吉斯寵物官方網站
- 耐吉斯寵物食譜歡樂粉絲團的Facebook專頁
- 優格寵物食譜 Toma-Pro的Facebook專頁
- 貝斯比寵物食堂的Facebook專頁
- 贏超濃縮卵磷脂的Facebook專頁